# Список глав государств в 417 году
Список глав государств в 416 году — 417 год — Список глав государств в 418 году — Список глав государств по годам

## Америка
- Мутульское царство (Тикаль) — Сиях-Чан-Кавиль II, царь (414 — 458)

## Азия
- Великая Армения — Шапур, царь (415 — 420)
- Гассаниды — аль-Ну'ман III ибн Амр, царь (391 — 418)
- Дханьявади — Тюрия Вунна, царь[англ.] (375 — 418)
- Жужаньский каганат — Юйцзюлюй Датань, каган (414 — 429)
- Иберия — Арчил, царь (411 — 435)
- Индия:
  - Вакатака — Праварасена II, махараджа (400 — 440)
  - Гупта — Кумарагупта I, махараджа (415 — 455)
  - Кадамба — Рагху, царь (415 — 435)
  - Паллавы (Анандадеша) — Скандаварман III, махараджа (400 — 436)
- Кавказская Албания — Асай, царь (399 — 420)
- Камарупа — Балаварман, царь (398 — 422)
- Китай (Период Шестнадцати варварских государств):
  - Восточная Цзинь:
    - Ан-ди (Сыма Яо), император (397 — 403, 404 — 419)
    - Лю Юй, регент (404 — 420)

  - Западная Лян:
    - Ли Гао, император (400 — 417)
    - Ли Синь, император (417 — 420)

  - Западная Цинь — Цифу Чипань, император (412 — 428)
  - Поздняя Цинь:
    - Яо Хун, император (416 — 417)
    - в 417 году завоевана Восточной Цзинь

  - Северная Вэй — Мин Юань-ди (Тоба Сы), император (409 — 423)
  - Северная Лян — Цзюйцюй Мэнсюнь, император (401 — 433)
  - Северная Янь — Фэн Ба, император (409 — 430)
  - Ся — Хэлянь Бобо, император (407 — 425)
- Корея (Период Трех государств):
  - Конфедерация Кая — Чваджи, ван (407 — 421)
  - Когурё — Чансухо, тхэван (413 — 490)
  - Пэкче — Чонджи, король (405 — 420)
  - Силла:
    - Сильсон, марипкан (402 — 417)
    - Нольджи, марипкан (417 — 458)
- Лахмиды (Хира) — аль-Ну'ман I ибн Имру аль-Кайс, царь (390 — 418)
- Паган — Тихтан, король[англ.] (412 — 439)
- Персия (Сасаниды) — Йездигерд I, шахиншах (399 — 421)
- Раджарата — Маханама, король (412 — 434)
- Тарума — Пурнаварман, царь (395 — 434)
- Тогон:
  - Мужун Шулогань, правитель (405 — 417)
  - Муюн Ачай, правитель (417 — 424)
- Тямпа — Гангараджа, князь
- Фунань — Каундинья II, король (400 — 430)
- Химьяр — Абукариб Ас'ад, царь (410 — 435)
- Япония — Ингё, император (411 — 453)

## Европа
- Англия:
  - Думнония — Тутвал ап Гворемор, король (415 — 425)
  - Эбрук — Коэль Старый, король (383 — 420)
- Арморика — Градлон Великий, герцог (395 — 434)
- Бургунды — Гундахар, король (413 — 436)
- Вандалы — Гундерих, король (407 — 428)
- Вестготы — Валия, король (415 — 419)
- Восточная Римская (Византийская) империя:
  - Феодосий II, император (408 — 450)
  - Пульхерия, регент (414 — 421)
- Гунны — Харатон, царь (412 — 422)
- Дивед — Клотри ап Глоитгвин, король (410 — 421)
- Западная Римская империя — Гонорий, император (395 — 423)
- Ирландия — Нат И, верховный король (405 — 428)
  - Коннахт — Нат И, король (405 — ок. 456)
  - Лейнстер — Брессал Белах мак Фиахад Байхед, король (ок. 392 — 436)
  - Мунстер — Коналл Корк, король (390 — 420)
- Папский престол:
  - Иннокентий I, папа римский (401 — 417)
  - Зосима, папа римский (417 — 418)
- Пикты — Дрест I, король (413 — 480)
- Свевы — Хермерих, король (409 — 438)
- Стратклайд — Керетик ап Кинлоп, король (ок. 410 — ок. 440)

## Галерея

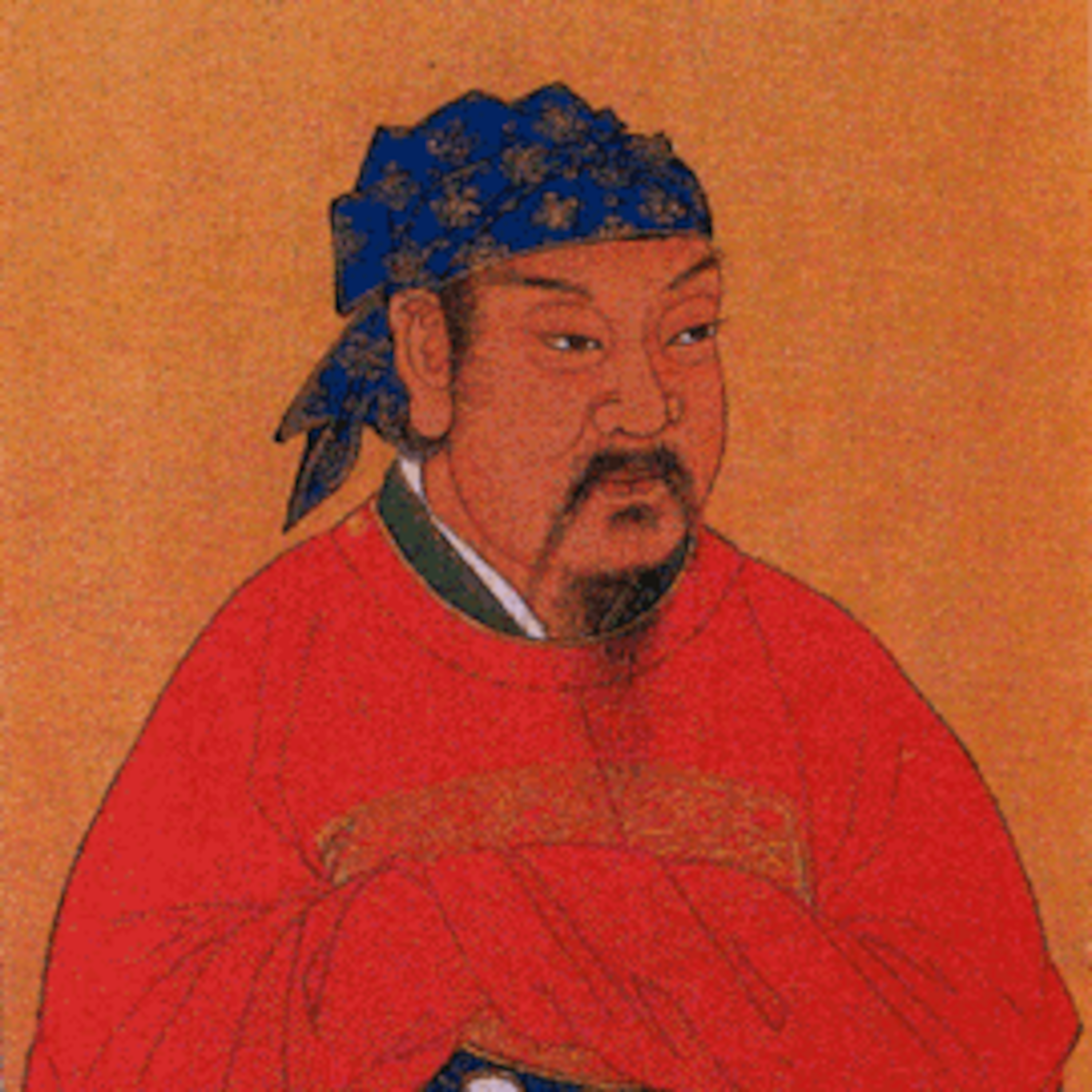
Лю Юй 404—420 Фактический правитель империи Восточная Цзинь
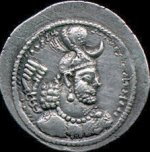
Йездигерд I 399—421 Шахиншах Персии
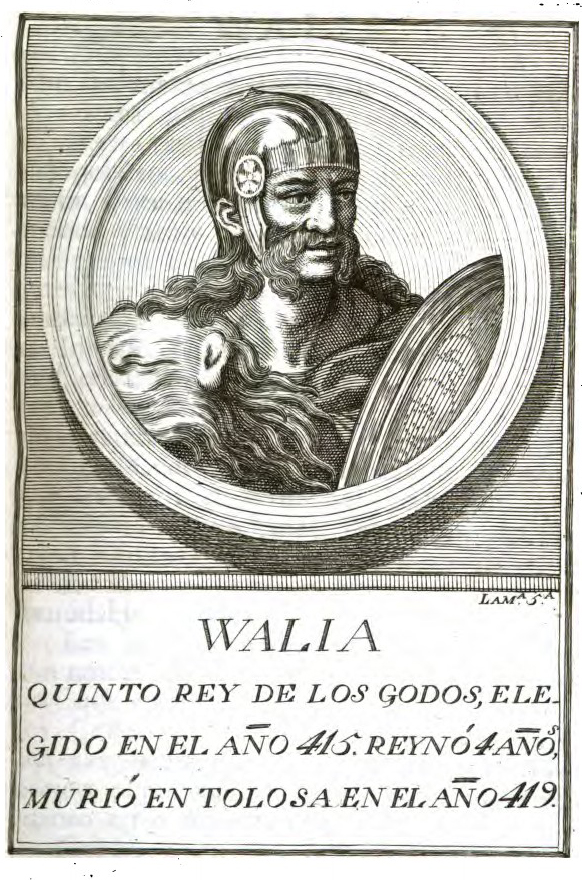
Валия 415—419 Король вестготов
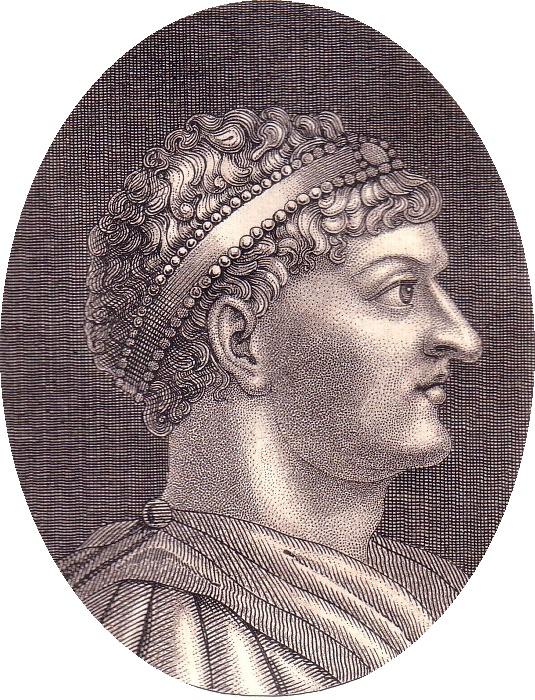
Гонорий 395—423 Римский император
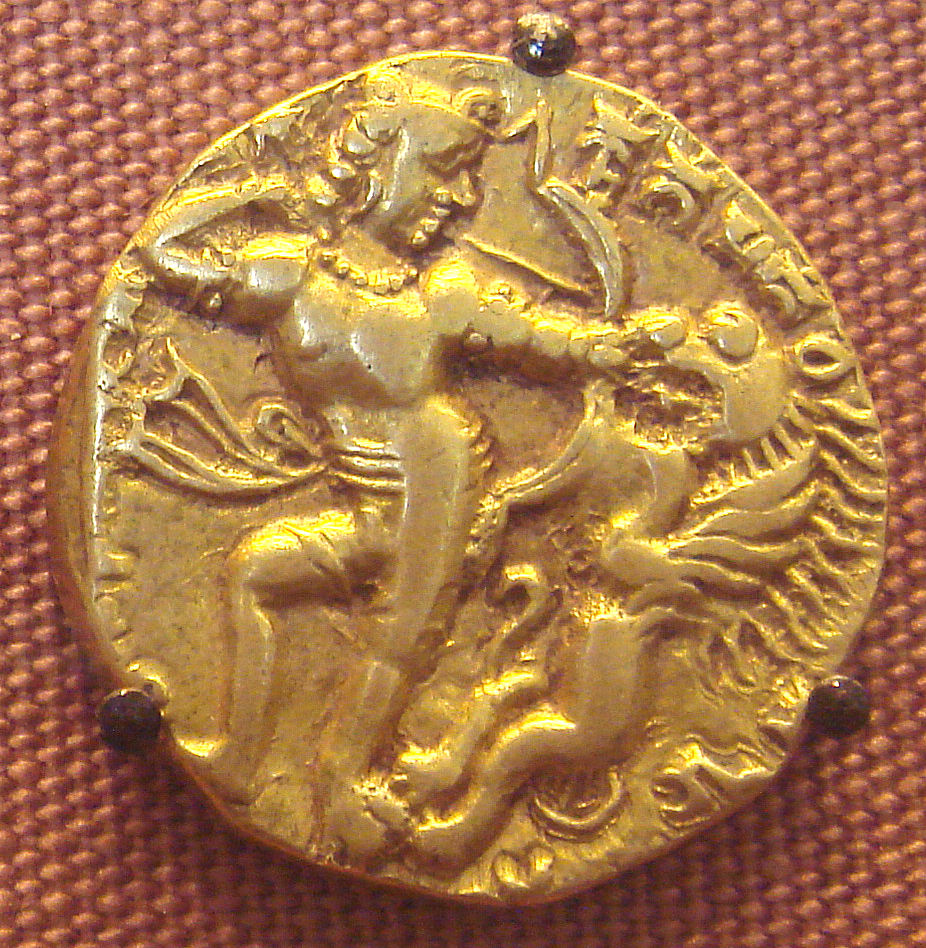
Кумарагупта I 415—455 Махараджа Гупты
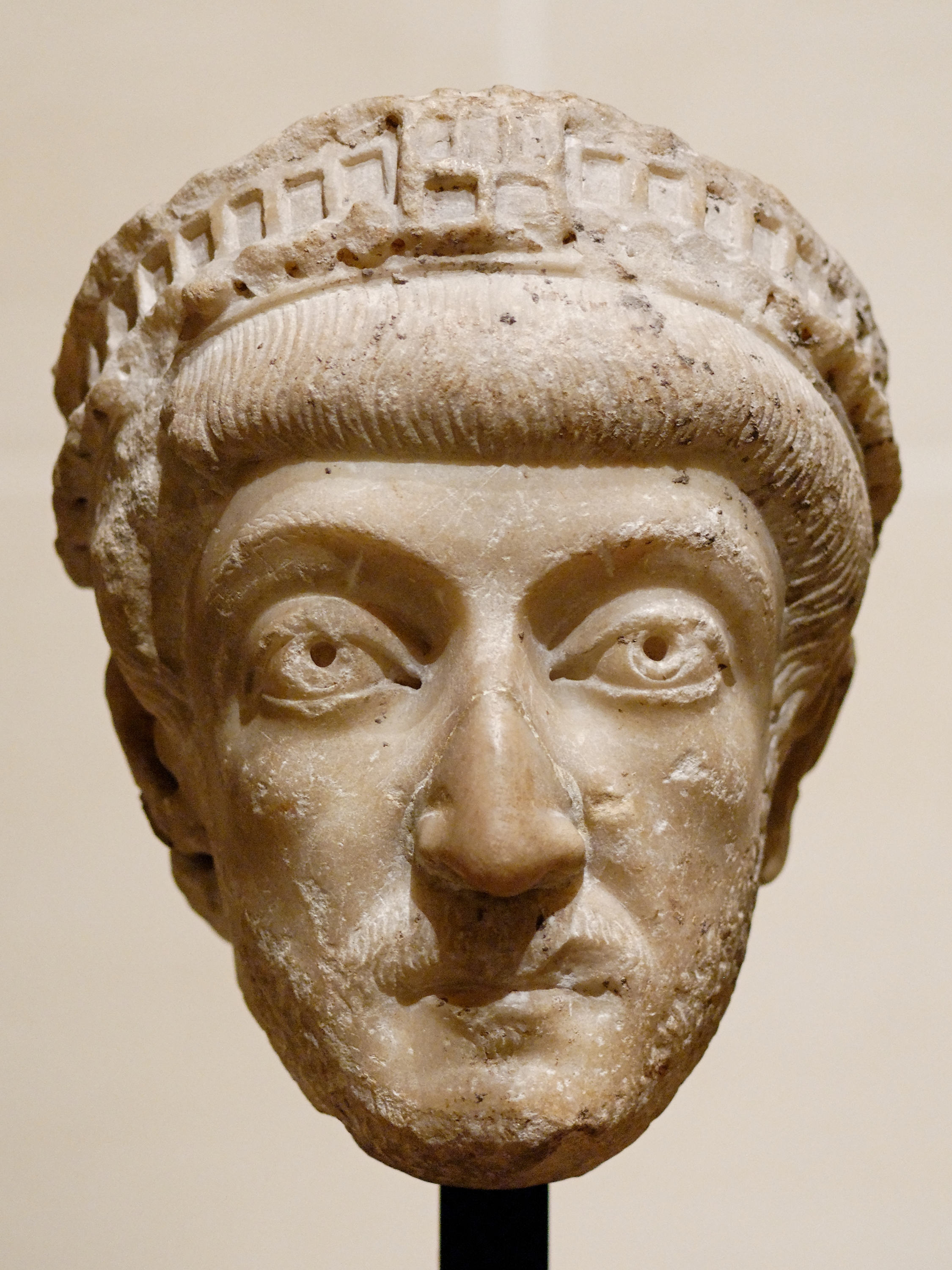
Феодосий II 408—450 Император Византии